# Старо-Ямская
Старо-Ямская — деревня в Старицком районе Тверской области. Входит в состав Ново-Ямского сельского поселения.

## География
Находится в южной части Тверской области у южной границы районного центра города Старица на правом берегу Волги.

## История
Возникла в XVI веке. В 1859 году здесь (деревня Старицкого уезда) было учтено 46 дворов, в 1941 — 73.

## Население
Численность населения: 275 человек (1859 год), 77 (русские 92 %) в 2002 году, 76 в 2010.